# Фигурное катание на зимних Олимпийских играх 2010 — парное катание
Соревнования по парному фигурному катанию на зимних Олимпийских играх 2010 прошли 14 и 15 февраля.
Все состязания прошли в Пасифик Колизиуме. В первый день с 16:30 до 19:45 по местному времени (UTC-8) была проведена короткая программа, а на следующий с 17:00 до 21:00 произвольная.
В соревнованиях приняли участие 20 пар (40 спортсменов) из 12 стран мира.

## Медалисты
| Золото                        | Серебро                     | Бронза                                    |
| Китай · Шэнь Сюэ · Чжао Хунбо | Китай · Пан Цин · Тун Цзянь | Германия · Алёна Савченко · Робин Шолковы |

## Соревнование
| Место | Спортсмены                                  | Короткая программа | Короткая программа | Произвольная программа | Произвольная программа | Всего  |
| Место | Спортсмены                                  | Результат          | Место              | Результат              | Место                  | Всего  |
| ----- | ------------------------------------------- | ------------------ | ------------------ | ---------------------- | ---------------------- | ------ |
| 1     | Шэнь Сюэ / Чжао Хунбо (CHN)                 | 76,66              | 1                  | 139,91                 | 2                      | 216,57 |
| 2     | Пан Цин / Тун Цзянь (CHN)                   | 71,50              | 4                  | 141,81                 | 1                      | 213,31 |
| 3     | Алёна Савченко / Робин Шолковы (GER)        | 75,96              | 2                  | 134,64                 | 3                      | 210,60 |
| 4     | Юко Кавагути / Александр Смирнов (RUS)      | 74,16              | 3                  | 120,61                 | 7                      | 194,77 |
| 5     | Чжан Дань / Чжан Хао (CHN)                  | 71,28              | 5                  | 123,06                 | 4                      | 194,34 |
| 6     | Джессика Дюбэ / Брайс Девисон (CAN)         | 65,36              | 6                  | 121,75                 | 6                      | 187,11 |
| 7     | Мария Мухортова / Максим Траньков (RUS)     | 63,44              | 8                  | 122,35                 | 5                      | 185,79 |
| 8     | Татьяна Волосожар / Станислав Морозов (UKR) | 62,14              | 9                  | 119,64                 | 8                      | 181,78 |
| 9     | Анабелль Ланглуа / Коди Хэй (CAN)           | 64,20              | 7                  | 115,77                 | 9                      | 179,97 |
| 10    | Аманда Эвора / Марк Ладвиг (USA)            | 57,86              | 10                 | 114,06                 | 10                     | 171,92 |
| 11    | Вера Базарова / Юрий Ларионов (RUS)         | 56,54              | 12                 | 106,96                 | 11                     | 163,50 |
| 12    | Николь Делла Моника / Янник Кокон (ITA)     | 56,82              | 11                 | 104,78                 | 13                     | 161,60 |
| 13    | Коди Денней / Джереми Барретт (USA)         | 53,26              | 14                 | 105,07                 | 12                     | 158,33 |
| 14    | Ванесса Джеймс / Янник Бонер (FRA)          | 51,16              | 15                 | 93,94                  | 14                     | 145,10 |
| 15    | Анаис Моран / Антуан Дорса (SUI)            | 55,34              | 13                 | 89,08                  | 17                     | 144,42 |
| 16    | Стейси Кемп / Дэвид Кинг (GBR)              | 48,28              | 16                 | 91,66                  | 16                     | 139,94 |
| 17    | Майлин Хауш / Даниэль Венде (GER)           | 45,46              | 17                 | 93,28                  | 15                     | 138,74 |
| 18    | Йоанна Сулей / Матеуш Хрущчиньский (POL)    | 39,30              | 20                 | 86,52                  | 18                     | 125,82 |
| 19    | Мария Сергеева / Илья Глебов (EST)          | 42,18              | 18                 | 82,72                  | 19                     | 124,90 |
| 20    | Екатерина Костенко / Роман Талан (UKR)      | 39,54              | 19                 | 81,44                  | 20                     | 120,98 |

## Судейская бригада
Парное катание на Олимпийских играх 2010 года судили представители следующих стран:
| Судьи          | 1              | 2              | 3              | 4              | 5                                                                    | 6                                                                    | 7                                                                    | 8                                                                    | 9                                                                    |
| Парное катание | Парное катание | Парное катание | Парное катание | Парное катание | Парное катание                                                       | Парное катание                                                       | Парное катание                                                       | Парное катание                                                       | Парное катание                                                       |
| -------------- | -------------- | -------------- | -------------- | -------------- | -------------------------------------------------------------------- | -------------------------------------------------------------------- | -------------------------------------------------------------------- | -------------------------------------------------------------------- | -------------------------------------------------------------------- |
| SP:            | Канада         | Китай          | Франция        | Великобритания | Германия                                                             | Россия                                                               | Швейцария                                                            | Украина                                                              | США                                                                  |
| FP:            | Эстония        | Израиль        | Италия         | Польша         | 5 случайным образом выбранных судей из 9 судивших короткую программу | 5 случайным образом выбранных судей из 9 судивших короткую программу | 5 случайным образом выбранных судей из 9 судивших короткую программу | 5 случайным образом выбранных судей из 9 судивших короткую программу | 5 случайным образом выбранных судей из 9 судивших короткую программу |